# Szotkusa (przystanek kolejowy)
Szotkusa (ros. Шоткуса) – przystanek kolejowy w miejscowości Szotkusa, w rejonie łodiejnopolskim, w obwodzie leningradzkim, w Rosji. Położony jest na linii Wołchow - Murmańsk.
Wraz z budową murmańskiej żelaznej drogi podczas I wojny światowej powstała w tym miejscu mijanka. W późniejszym okresie przebudowana do stacji kolejowej. W XXI w. zdegradowana do roli przystanku.